# Georg Wessels
Georg Wessels (* 29. Mai 1952 in Vreden) ist ein deutscher Schuhmacher. 

## Leben und Wirken
Im Alter von 27 Jahren übernahm Georg Wessels von seinen Eltern ein kleines Schuhgeschäft im Münsterland mit einer großen Vision. Seine Eltern waren im Abstand von Fünf Wochen verstorben. Er ist vor allem bekannt für die Anfertigung von Schuhen für Personen mit sehr großen Füßen.
Zusammen mit seinem Bruder Peter (* 1956), einem Orthopädieschuhmachermeister, führt er in achter Generation das von Gerhard Wessels (* 1717;† ?) gegründete Unternehmen. Sie fertigen Schuhe bis zur Größe 69. Für bedürftige Personen erfolgt die Arbeit auch kostenlos.